# 諾伯特·雷瑟夫
諾伯特·雷瑟夫（德語：Norbert Reithofer，1956年5月29日—）是一名商人和寶馬集團的行政總裁。

## 獎項和榮譽
- 2005年：Decoration of Honour for Services to the Republic of Austria[1][2]
- 2010年：巴伐利亞功績勳章（英语：Bavarian Order of Merit）[3]
- 2012年：法國榮譽軍團勳章

## 圖片

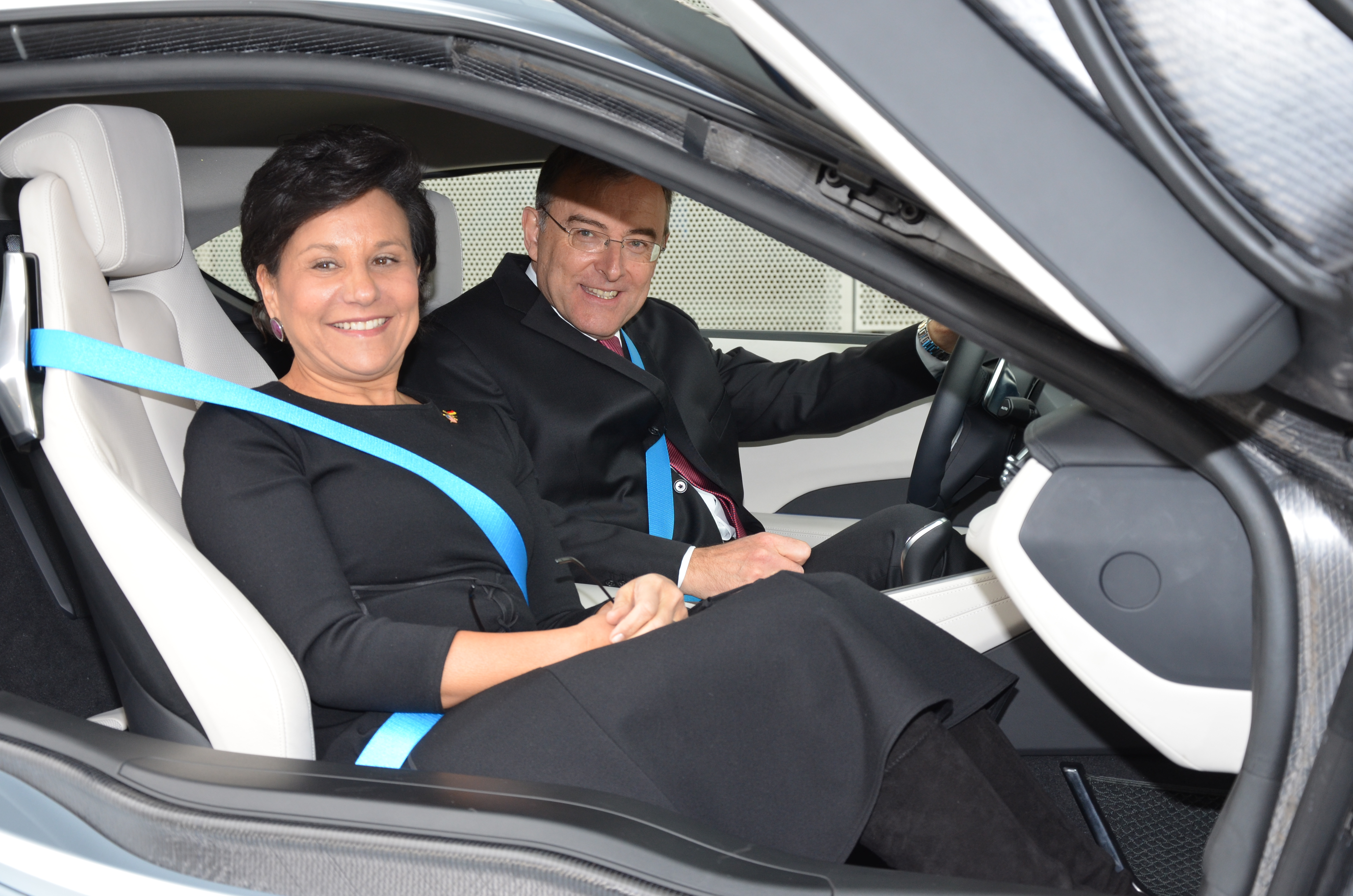
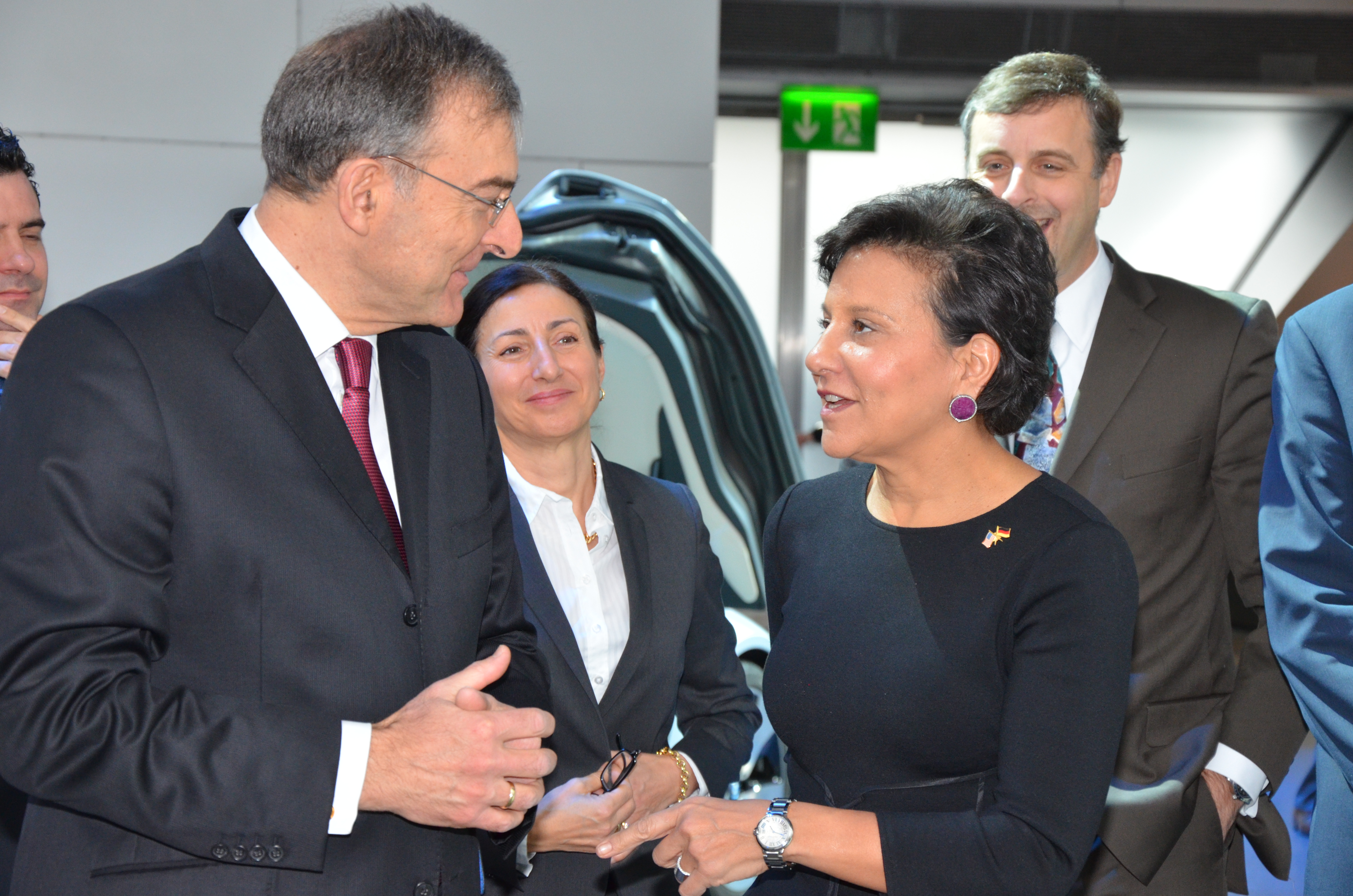
潘妮·普利茨克正在與諾伯特·雷瑟夫交談。

## 外部連結
- Interview with Autoweek on gaining CEO's position